# لاله پرسیکا
لاله پرسیکا یا لاله ایرانی (نام علمی: Tulipa persica) گونه‌ای از گیاهان گلدار خانواده سوسنیان (نام علمی: Liliaceae) است که بومی شمال غربی ایران می‌باشد. این گیاه از گیاهان گلداری است که دارای گل‌های متعددی هستند و مقاومت خوبی در برابر مناطق سردسیر دارد و منطبق با منطقه ۳a زادگاه ایالات متحده (منطقه 3a USDA) است.